# سین کرویس
سین کرویس (به هلندی: Sint Kruis) یک منطقهٔ مسکونی در هلند است که در اسلایس واقع شده‌است. سین کرویس ۳۲۶ نفر جمعیت دارد.